# Les États-Désunis du Canada
Pour plus de détails, voir Fiche technique et Distribution.
Les États-Désunis du Canada est un film documentaire sorti en 2012 et réalisé par Guylaine Maroist, Michel Barbeau et Éric Ruel des Productions de la ruelle. Il s'intéresse aux mouvements sécessionnistes des provinces anglophones du Canada.
Le Canada anglais est souvent perçu à tort comme un tout homogène alors qu'il est constitué de plusieurs « nations » aux valeurs et aux aspirations politiques fort différentes. Entre 2006 et 2011, la réalisatrice Guylaine Maroist a rencontré des séparatistes du R.O.C (Rest of Canada), qui, d’est en ouest, veulent s’affranchir de ce pays fondé par John A. MacDonald.
Au Canada, le séparatisme est un sujet tabou. Le Référendum de 1995 au Québec, auquel près de la moitié de la population a voté en faveur de l’indépendance, a inquiété et frustré plusieurs Canadiens. Avant l’arrivée de Stephen Harper comme Premier ministre du pays en 2006, le sentiment d’aliénation des gens de l’Ouest est à son maximum. Révoltés par le règne sans partage des Libéraux, le pouvoir des Québécois à Ottawa depuis plus de 40 ans et le scandale des commandites, les "westerners" songent à leur tour à l’option souverainiste. Plusieurs partis politiques voient le jour, mais l’avènement du nouveau Parti Conservateur calme certaines de ces ardeurs souverainistes. Pour les experts, cependant, le pouvoir de Calgary sur la colline parlementaire est là pour durer. L’argent du pétrole aura fait pencher la balance du bord de l’Alberta. Les nationalismes de l’Est se nourriront d’autres ressentiments. Celui de Terre-Neuve « prend racine dans un mélange de ressentiment anti Ottawa né avant même que la province ne rejoigne la confédération, à la fin des années 40 ».
Le documentaire suscite la controverse avant sa sortie avec les 132 000 visionnements de l'extrait "No more Québec" mettant en scène des nationalistes canadiens anglais insistant "sur leurs différences - et leurs différends! avec le Québec. Les Québécois y sont qualifiés de voleurs et de pleurnicheurs.
Le documentaire est récipiendaire en 2013 du Prix Gémeaux "meilleur documentaire société".

## Synopsis
Les États-Désunis du Canada débute avec les images du love-in alors que des milliers de Canadiens déclarent leur amour au Québécois peu avant le referendum en 1995. Quinze ans plus tard, la réalisatrice Guylaine Maroist se rend dans l’Est et dans l’Ouest du Canada pour rencontrer les sécessionnistes de ces régions. En Alberta, le motif est clair : c’est une question de business.
Terre-Neuve. Certains pensent que plus de la moitié de la population est indépendantiste et que l’entrée dans la confédération, en 1949, aurait été forcée par les magouilles d’Ottawa et de la Grande-Bretagne. "Le sentiment d’injustice s’est d’ailleurs intensifié lorsque le Canada a pris le contrôle de l’industrie de la pêche tuant peu à peu de nombreuses communautés de la province".
Le film retrace les étapes de la constitution du Canada qui ne s’est pas faite sans heurt. Résistance à l’Est puis à l’Ouest avec Louis Riel qui finira pendu. Le sentiment étant que les projets d’annexion de territoires du Premier ministre John A. Macdonald ne profiteraient qu’aux riches financiers de l’Ontario et du Québec.
Ce ressentiment envers les provinces du centre est vif en Saskatchewan et en Alberta. On parle de l’aliénation des provinces de l’Ouest d’où le slogan cher aux partis séparatistes de cette région : "Free de West". Le film montre comment, au terme de la Deuxième Guerre mondiale, le Canada, dirigé par les deux provinces centrales, laisse peu de voix aux gens de l’Ouest aux chapitres des grandes politiques nationales. La frustration est à son comble lorsque le Premier ministre Pierre Elliott Trudeau, un Québécois, lance son Programme énergétique national qui dilue les profits que les provinces de l’Ouest pourraient tirer du pétrole vendu à rabais. Cette politique jugée catastrophique aurait tué l’industrie pétrolière et engendré une profonde irritation.
Aujourd’hui, l'Ouest aime fulminer contre le système actuel de péréquation "qui permettrait aux "socialistes" québécois de se payer des programmes sociaux financés par le pétrole albertain". Cette charge  contre le Québec "socialiste" est mise en scène, dans le film, par des images d’archives établissant avec humour une sorte d’équivalent entre le Québec et l’ex URSS, entre le marteau, la faucille et le drapeau québécois; "Karl Marx, René Lévesque jouant à peu près le même rôle".
Mais l’enjeu des différends va bien au-delà de ces considérations économiques. Il s’agit aussi de valeurs et de culture. Le documentaire donne la parole à Leon Craig, professeur émérite de philosophie politique à l’Université de l’Alberta qui "trace le fossé entre le Québec et l’Ouest sur la base des distinctions bien connues : libéralisme contre socialisme, pro-choix contre pro-vie, droite contre gauche, aide sociale contre entreprise privée".
Le film souligne comment les politiques les plus déterminantes  sur le plan sociétal, et qui ont été votées par des Premiers ministres québécois, sont récusées par les gens de l’Ouest qui ne reconnaissent pas, là, leurs valeurs enracinées dans une autre culture. Pour un pasteur de la Saskatchewan : "quand je vais en ville avec une arme à feu dans le coffre de mon camion et une bible sur le tableau de bord, ça fonctionne, c’est normal".
Depuis l’entrée du parti Conservateur de Stephen Harper, la situation a changé. La fin du documentaire "fait la démonstration que l'abolition du registre des armes à feu, le retrait du protocole de Kyoto, le durcissement du Code criminel avec la loi C-10, l'augmentation de 60 % du budget de la Défense et la plus grande représentation des provinces de l'ouest au gouvernement ont contribué à la perte de vitesse des partis d'indépendance du ROC. Depuis l'élection du gouvernement conservateur majoritaire en mai 2011, Stephen Harper aurait semble-t-il 'sauvé' le Canada".

## Participation
- Douglas Christie (Colombie-Britannique) : fondateur du Western Block Party
- Ryan Cleary (Terre-Neuve) : député du Parti Néo-Démocrate
- Leon Craig (Alberta) : Professeur émérite de philosophie politique à l’Université d’Alberta
- Roger Gibbins (Alberta) : politicologue à la tête du Canada West Foundation pendant 14 ans
- Jefferson Glapski (Alberta) : ce courtier financier se définit lui-même comme un "hard-core separatist"
- Bruce Hutton (Alberta) : fondateur en 2003 du Separation Party Of Alberta
- Bill Rowe (Terre-Neuve) : animateur de radio de Terre-Neuve et ex politicien au fédéral
- David Sawkiw (Saskatchewan) : fermier de Preeceville Sakatchewan est membre du parti séparatiste de la Saskatchewan

## Réception
Pour l'animateur radio Benoit Dutrizac, Les États-Désunis est "un film vraiment bon, éclairant, instructif, extrêmement divertissant. (…) À voir absolument !"
Pour Marie-France Bazzo, Les États-Désunis du Canada est "un documentaire explosif sur le Québec vu de l'Ouest. Par une cinéaste qui ne craint pas les sujets controversés". Commentant la bande-annonce ayant fait bondir les réseaux sociaux, l'animateur de radio Paul Arcand affirme que le film atteint la cible !». L'éditorialiste de La Presse, Mario Roy qualifie les États-Désunis du Canada de "documentaire choc". Pour Josée Guimond du Soleil, les réalisateurs ont réussi "le pari de faire un film somme toute non partisan, sur un sujet chaud avec lequel il aurait été facile de déraper, dans un sens ou dans l'autre".  Guillaume Bourgault se désole, cependant, que le film laisse penser que ces mouvements sont plus importants qu'ils ne le sont en réalité". Pour T'cha Dunvely, le film offre une leçon d'histoire accélérée "showing how east and west ends of the country were brought together in 1867 by John A. Macdonald, who had ulterior motives of his own as a shareholder in the Canadian Pacific Railway". Il ajoute: "None of this is new, of course, but this film lays it all out with more depth and humour than you'll find on the daily news".
Le documentaire suscite la controverse sur les réseaux sociaux à la sortie de l'extrait « No more Québec » mettant en scène des nationalistes canadiens conspuant les Québécois. « Il est exact que c’est le Québec qui, le plus souvent, est le bouc émissaire choisi par les sécessionnistes de tout le pays ». Ce dénigrement contre « La Belle Province » (on parle parfois de « Québec bashing ») provoque une ruée des internautes qui entendront les Québécois se faire traiter de voleurs, de pleurnicheurs et de vermines. Mais comme l’écrit Mario Roy, éditorialiste de La Presse, le film est « moins michael-moorien » que ne le suggère l’extrait. Il offre un cours d’histoire 101 et une réflexion plus générale : « est-il possible d’unir sous un même chapeau politique des sociétés culturellement,  socialement et économiquement différentes ? Est-ce que ces sociétés, en général consentantes à jouir des fruits d’une union, sont prêtes à en assumer également les contraintes ? Celle, par exemple, de la solidarité économique ? ».

## Fiche technique
- Production : Les Productions de la ruelle inc.
- Producteurs : Guylaine Maroist et Éric Ruel
- Réalisateurs : Guylaine Maroist, Michel Barbeau, Éric Ruel
- Textes des narrations: Sylvain Cormier et Guylaine Maroist
- Images : Éric Ruel, Jean-François Perreault
- Montage : Éric Ruel, Martin Gagnon
- Montage sonore: André Chaput, Martin Gagnon
- Direction de la photographie: Éric Ruel
- Direction de la photographie supplémentaire: Alain Bisson, Étienne Bruyère, Yanick Castonguay, Steeve Desrosiers, Alberto Feio, Jean-François Perreault
- Recherche : Guylaine Maroist
- Recherche visuelle: Marie-Michèle Tremblay
- Consultants :  Sylvain Cormier, Daniel Dupré, Martin Goeffroy
- Mixage sonore : Jean-Paul Vialard
- Direction de production : Isabelle Lacasse

## Récompense
- 2013 – Nomination. Les Prix Gémeaux. meilleure recherche: affaires publiques, documentaire toutes catégories[12]
- 2013 – Gagnant 2013. Les Prix Gémeaux. Catégorie "meilleur documentaire société" pour Les États-Désunis du Canada[5]